# 나라이주쿠

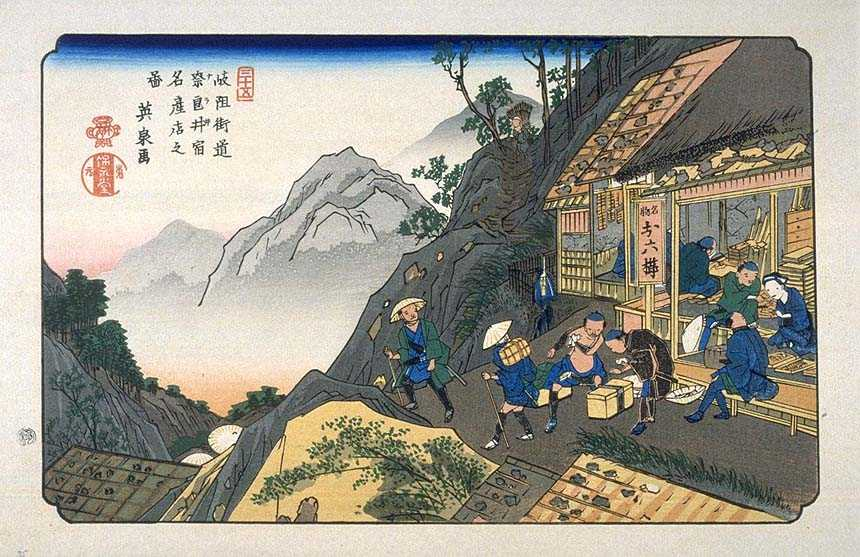
키소 카이도 육십구차 나라이 (케이사이 에이센作)

나라이주쿠(일본어: 奈良井宿 ならいじゅく[*])는 나카센도 34번째 슈쿠바 (→ 나카센도 육십구차)이다. 현재의 나가노현 시오지리시 나라이에 위치해 있다.

## 개요

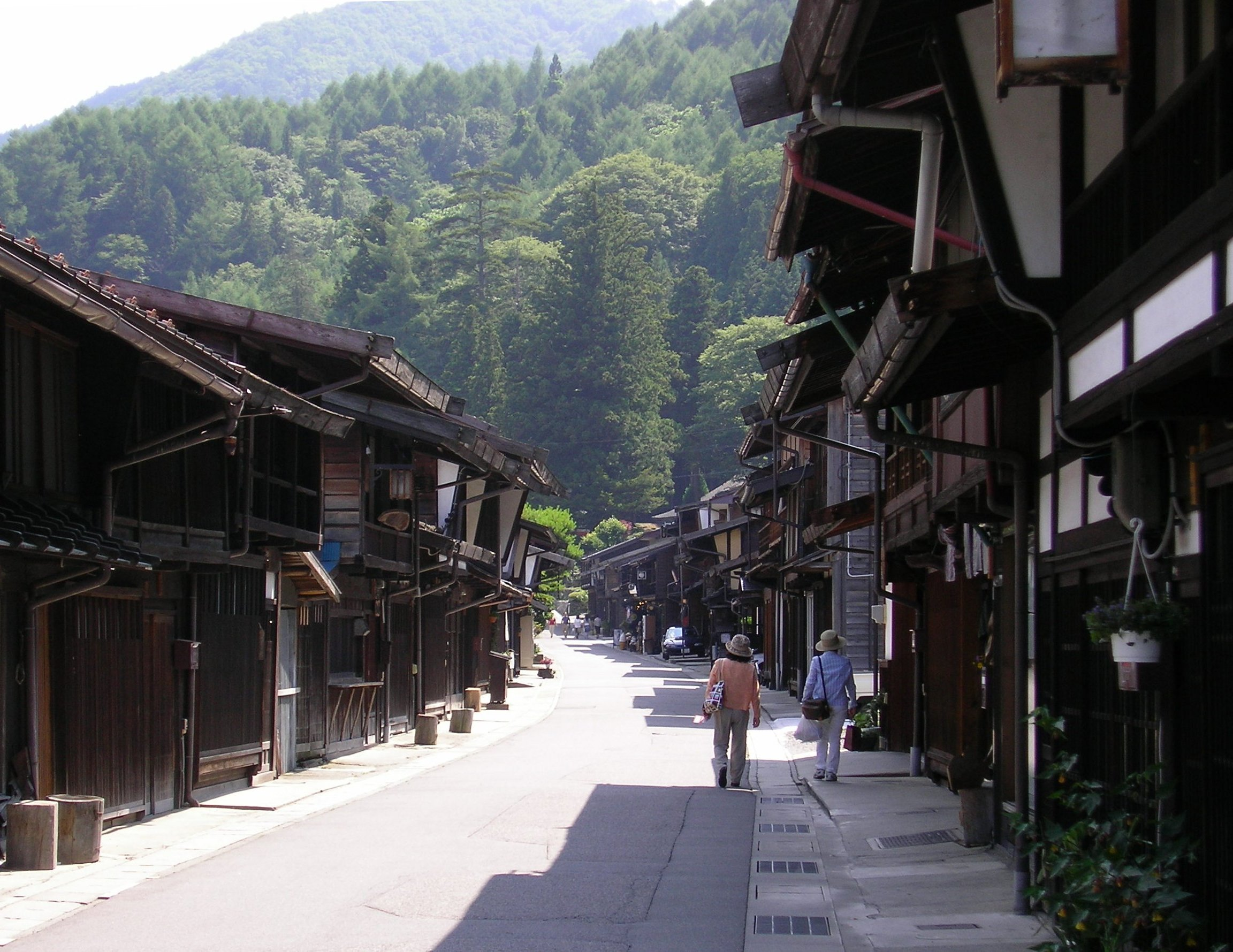
돌출된 처마 끝의 구조가 특징적인 고리. 앞길에 토리이토우케.

시오지리시 (구 나라카와무라)의 나라이가와 상류에 위치한 해발 900m대의 하안단구 하위면에 발달한 취락이다. 현재는 중요 전통적 건조물군 보존지구로서, 번영하던 당시의 거리가 보존되어있다. 산기슭에 사찰이 있고, 여관, 메밀 등의 식당, 기념품 가게 등 관광할 수 있는 곳이 정비되어있다.
키소로 11숙의 에도 쪽에서 두번째로, 11숙 중에서는 가장 고도가 높다. 험한 곳인 토리이토우케를 앞두고, 많은 여행자들로 번창한 슈쿠바마치는 "나라이 센켄(奈良井千軒)"이라 불렸다. 에도 쪽에서 오면, 시타마치, 나카마치, 카미마치로 나뉘며, 나카마치와 카미마치 사이를 카기노테(鍵の手)가 있다.

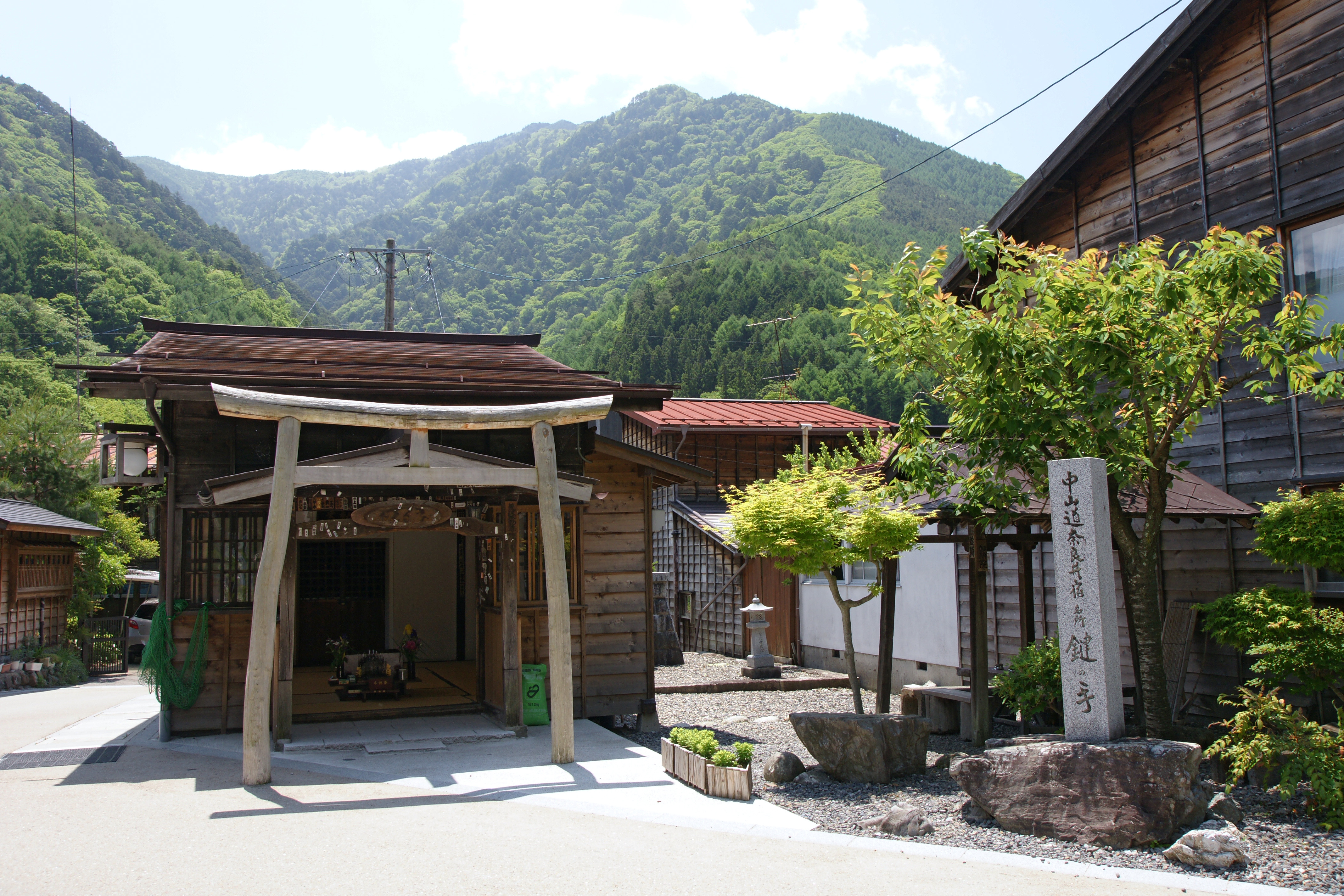
카키노테(鍵の手)

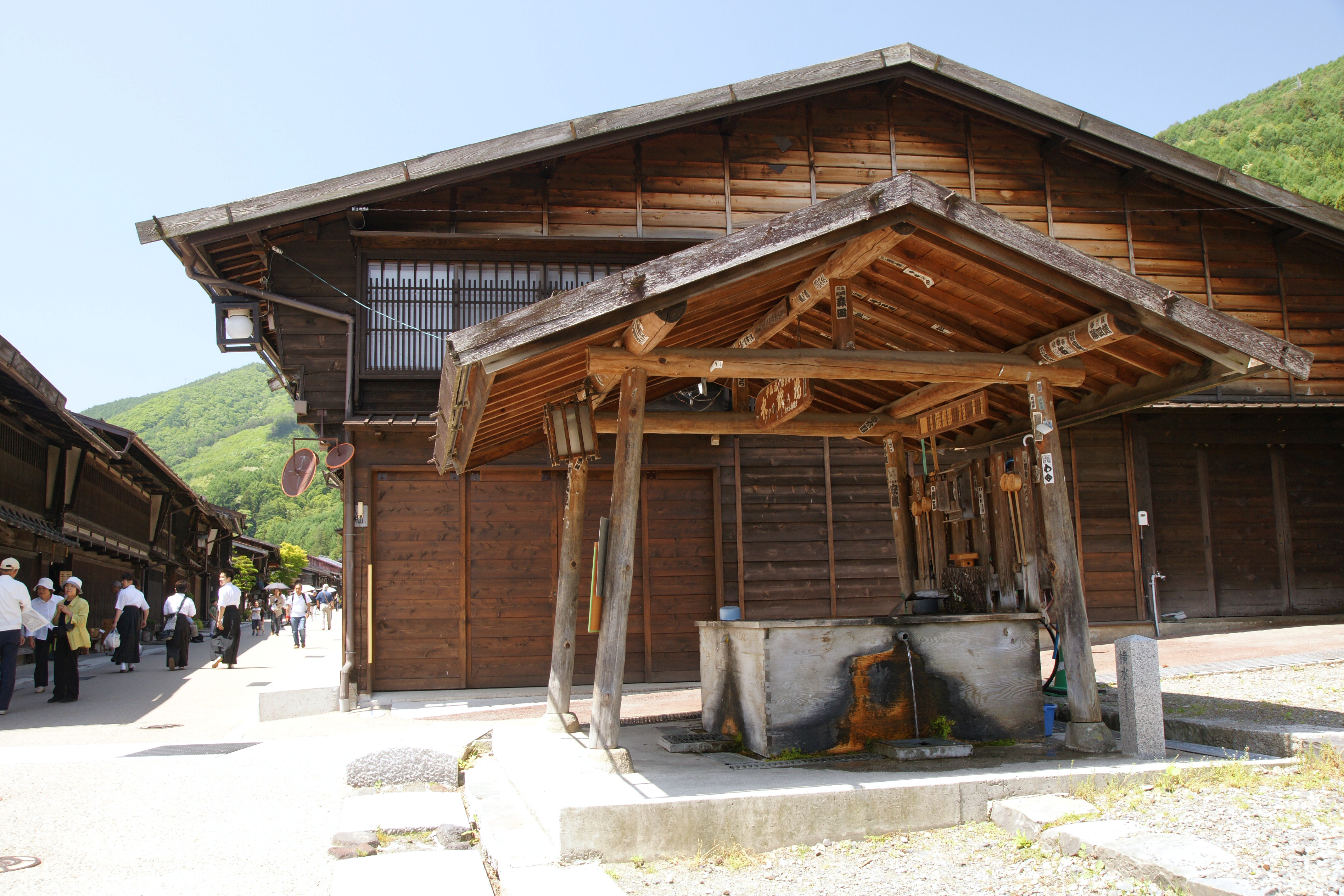
우물(水場)

우물은, 산 쪽에 6곳이 있다. 에도시대부터 마게모노, 빗, 키소 칠기 등의 목공업이 번성하여, 여행 기념품으로 인기가 있었다. 덴포 14년 (1843년)의 『나카센도 숙촌대개장(中山道宿村大概帳)』에 의하면, 나라이주쿠의 슈쿠나이 가수는 409채, 그 중 본진 1채, 와키혼진 1채, 여관 5채로, 슈쿠나이의 인구는 2,155명이었다.

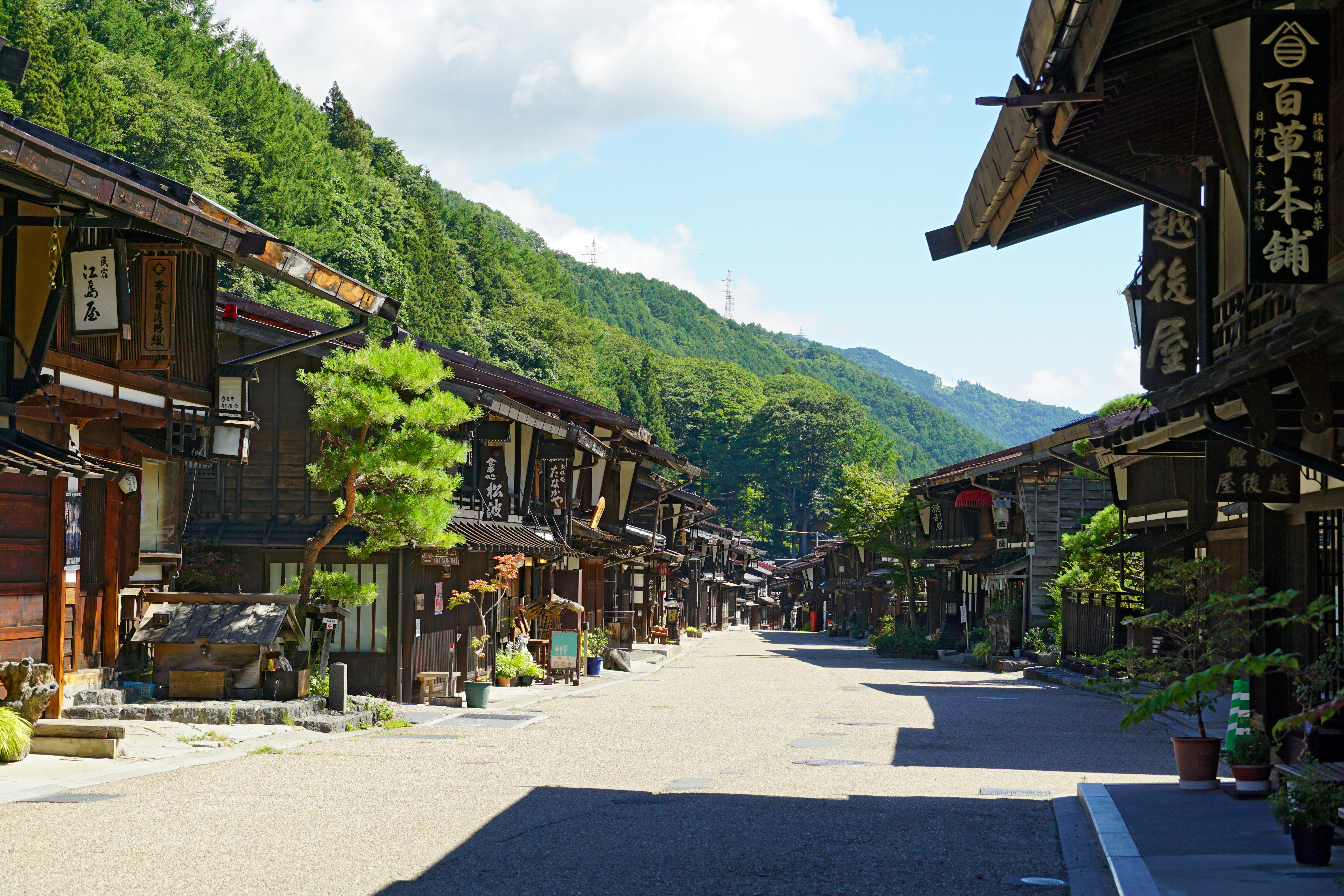
햐쿠소우간이나 키소칠기 등의 가게가 즐비해 있다

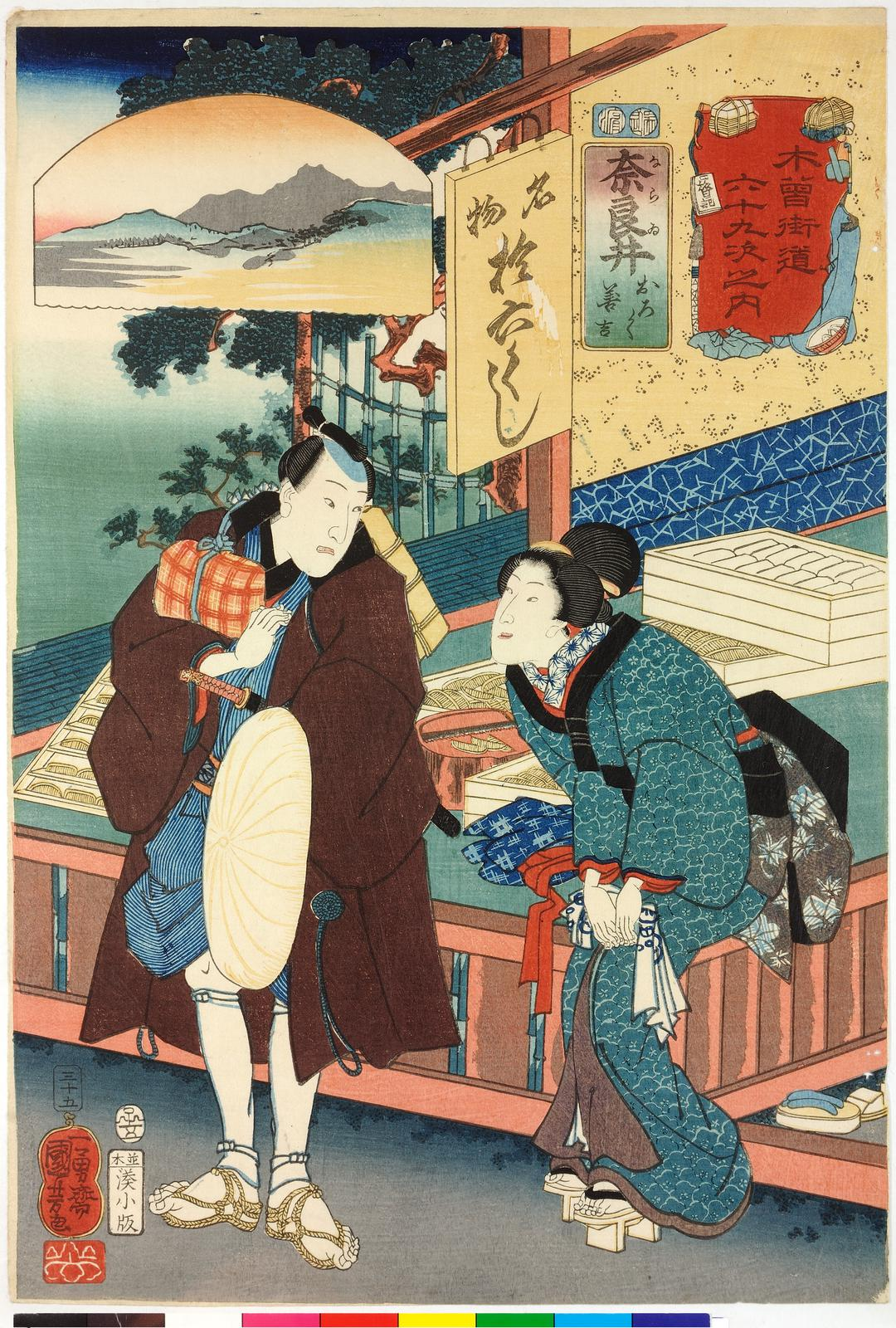
우타가와 쿠니요시 「키소 카이도 육십구차 내의 나라이 (누에가게 요시키치와 오로쿠 부부 "아오즈토츠나 모색안"」의 등장인물)」

## 교통

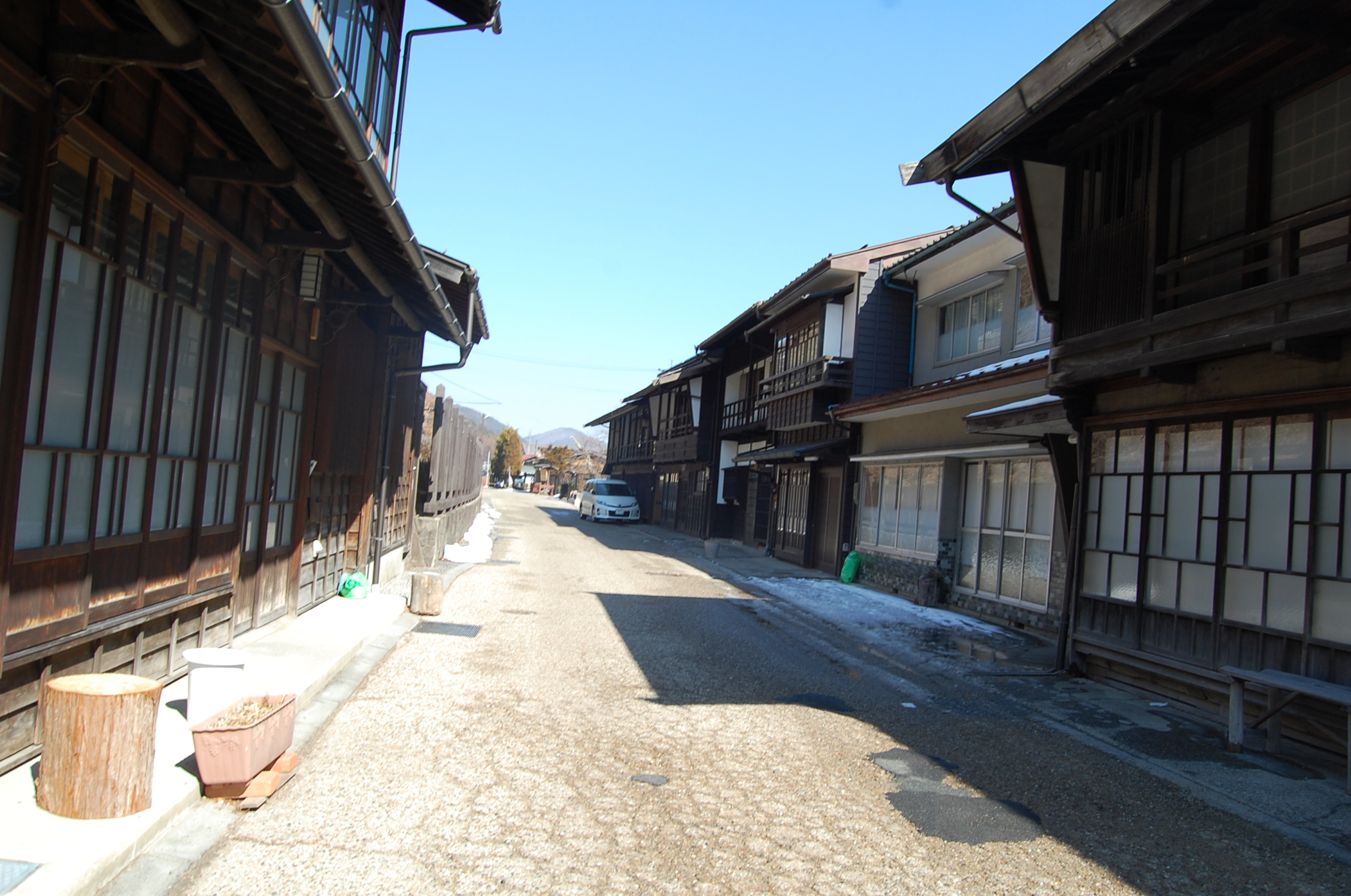
나라이역 부근에서 본 나라이주쿠

- 도카이 여객철도(JR도카이) 츄오 본선 나라이역
- 시오지리시 이치이키신코 버스 나라이역 - 곤베에바시 간 버스 정류장 하차
- 즁전건 주유 버스 (계절 운행), 토, 일 공휴일만, 하루 12대 운영. 중간중간 몇 정거장에서 정차한다. 운행 중 2편은 도중의 나라이역 버스 정류장을 제외하고는 모두 통과한다.
- 츄오고속버스 시오지리・키소후쿠시마선 나라이주쿠 버스정류장 (국도 19호를 따라)에서 도보.

## 사적 및 볼만한 곳
- 삼나무 가로수길
- 여관 에치고야
- 나라카와무라 역사민속 사료관[6]

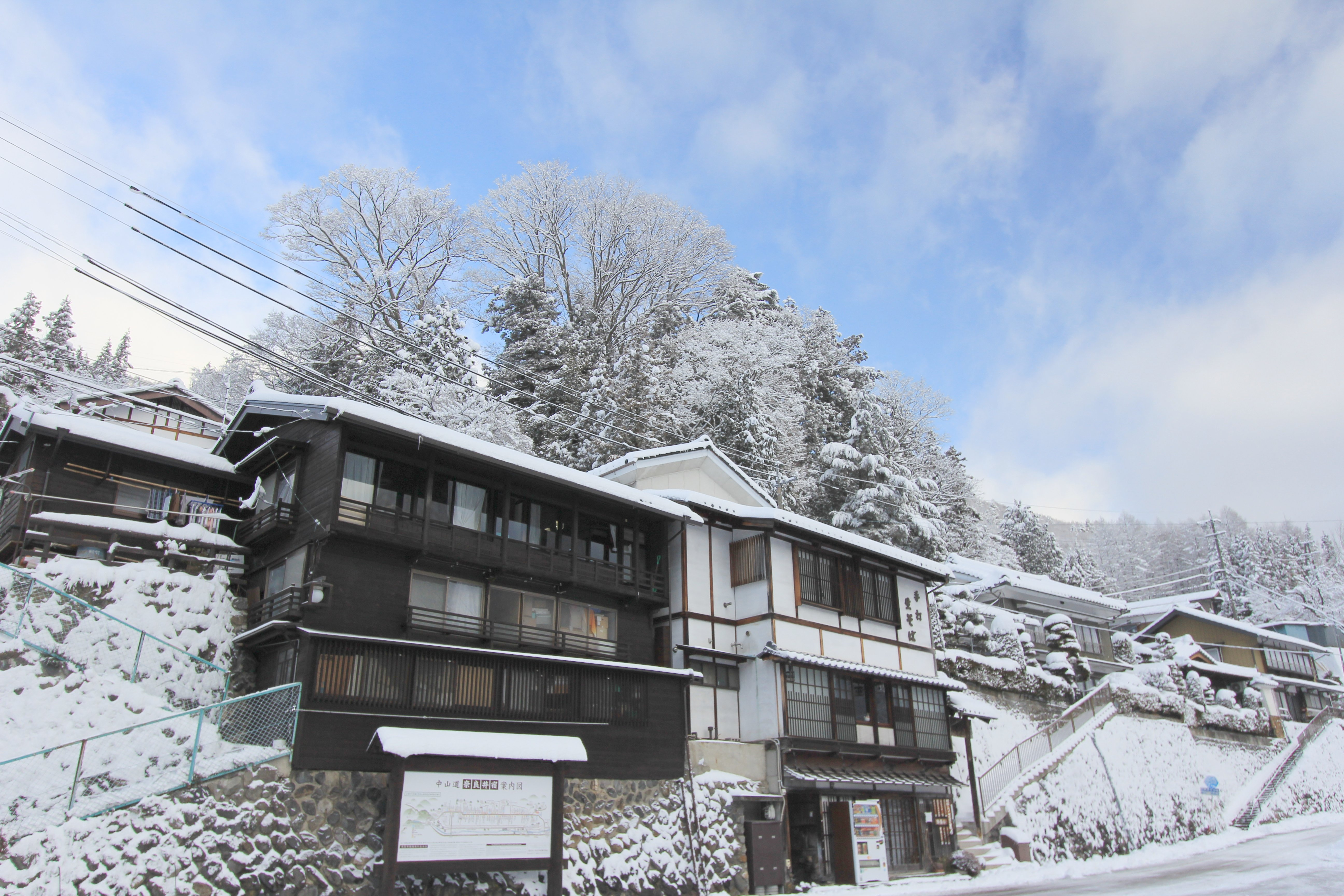
나라이주쿠 안내 간판
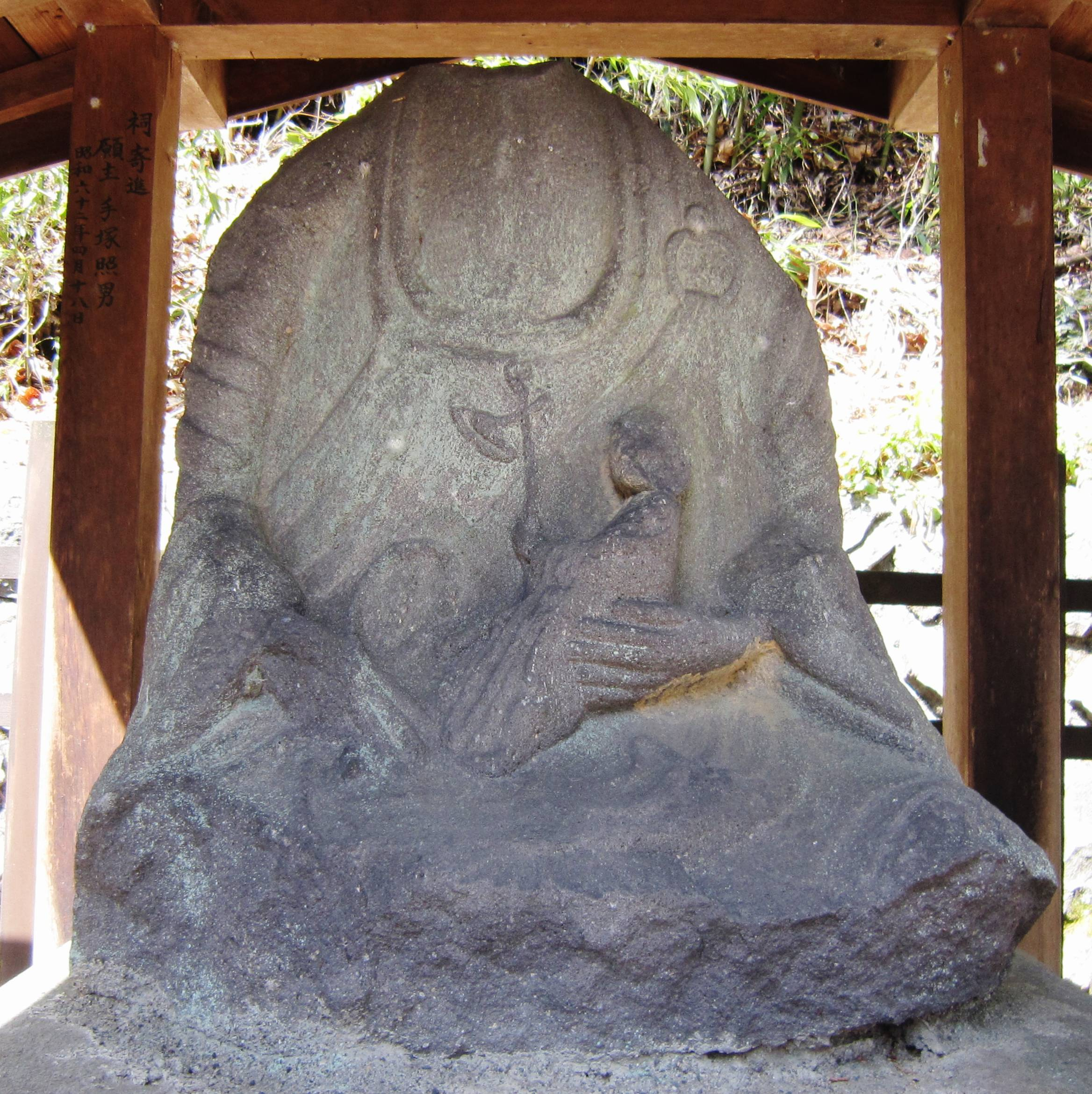
타이호지, 마리아 지장[7]. 절에는 이것 외에도 정원도 볼 수 있다.
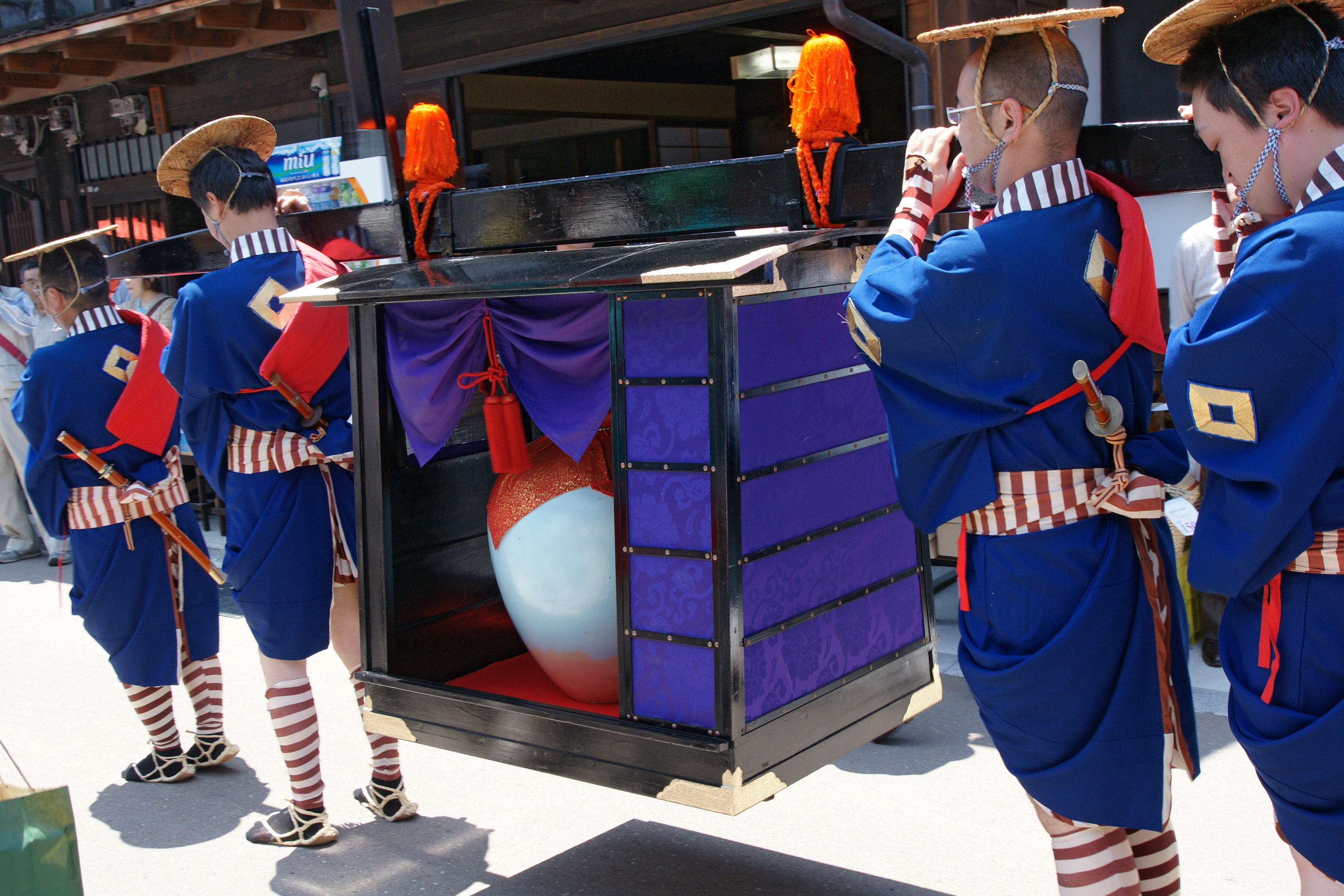
매년 6월 첫번째 금, 토, 일에 개최되는 「나라이주쿠바 마츠리」의 「오챠츠보도츄」
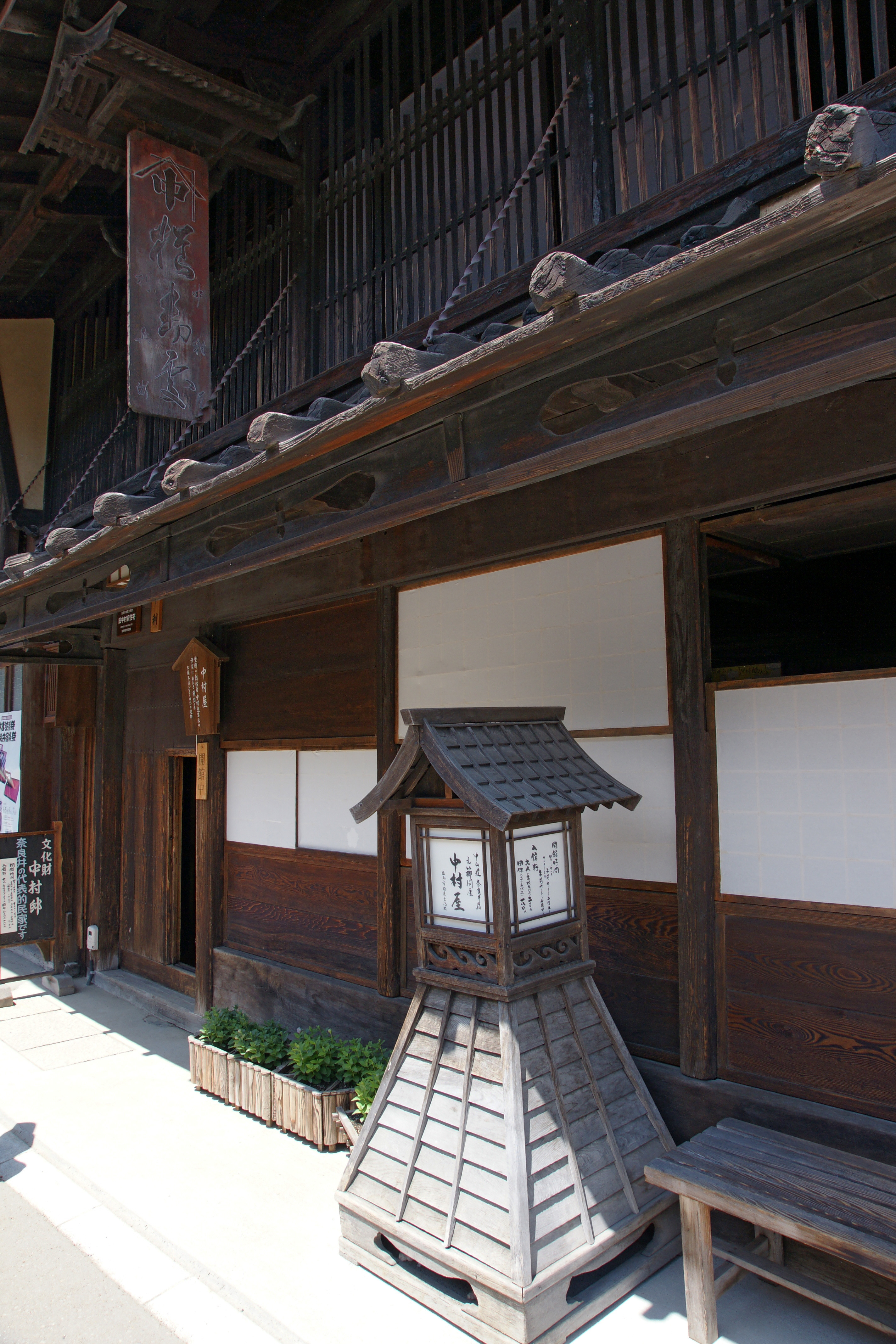
「전 쿠시 도매상 나카무라 저택」. 카미마치에 있다. 히비노사루가시라는 나라이의 민가 특징. 현재는 자료관으로 공개하고 있다[9].
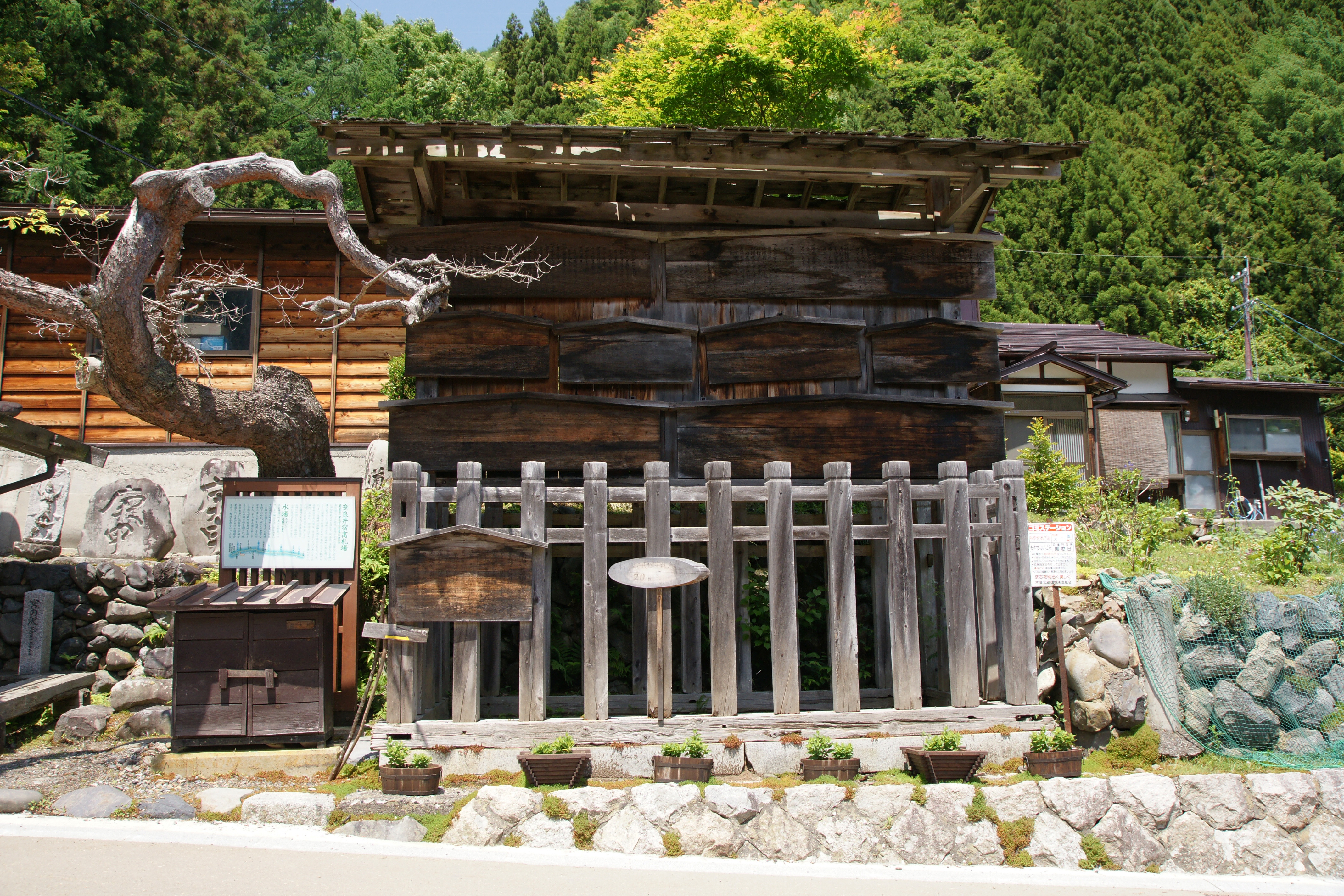
코사츠장(高札場)
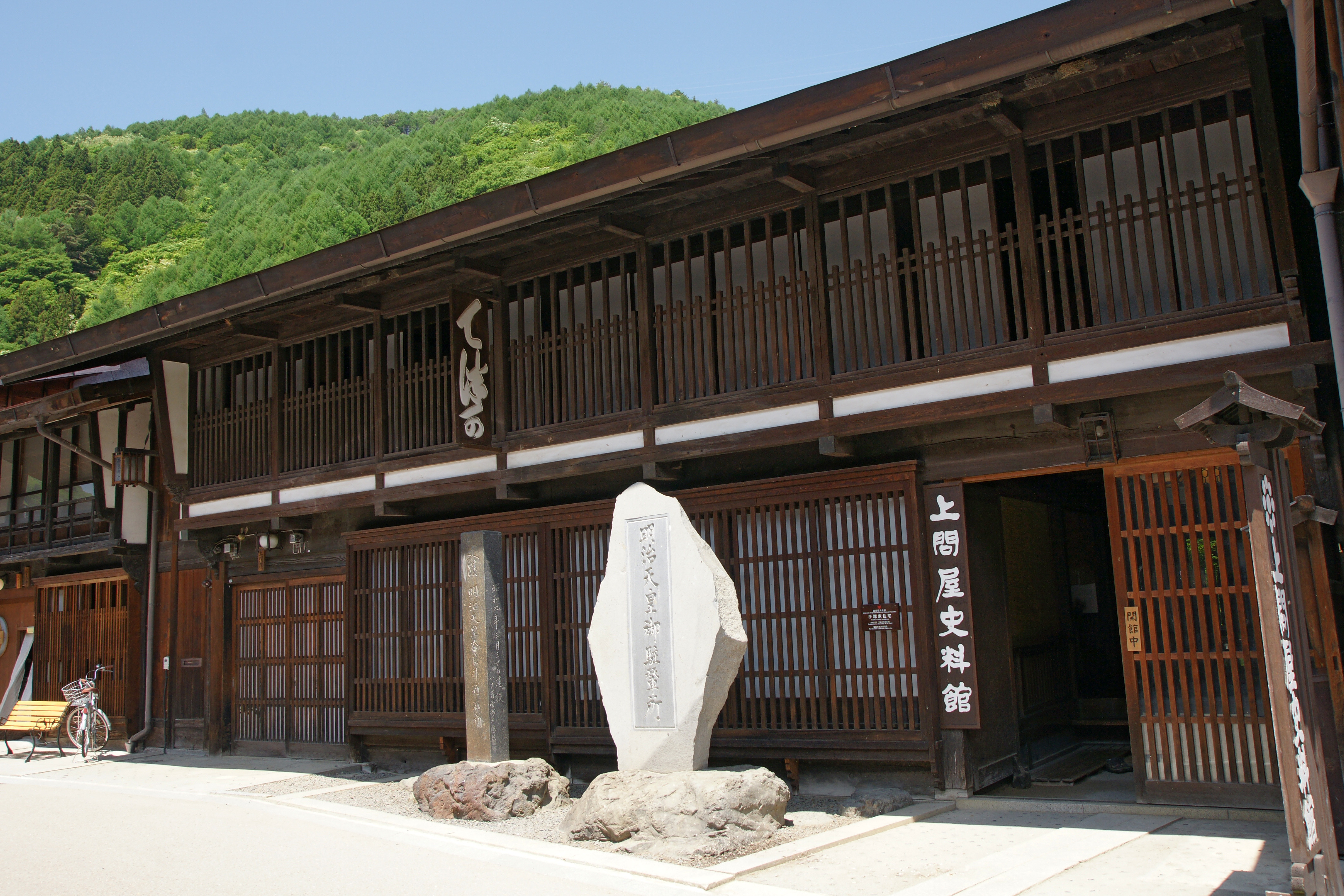
도매상 사료관[10]. 바로 앞은 나라이주쿠의 비석.
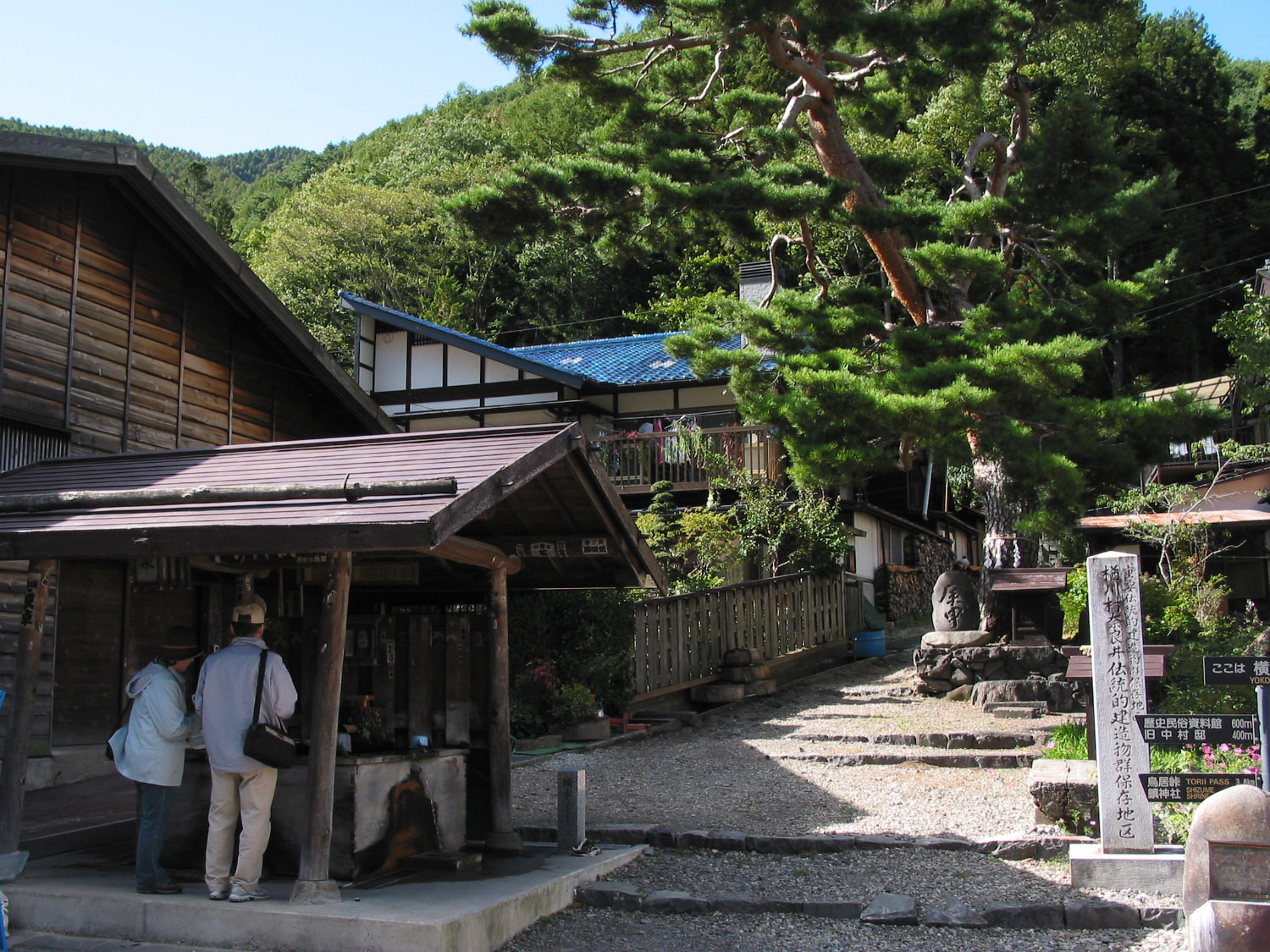
경신총・우물・중전건 선정비
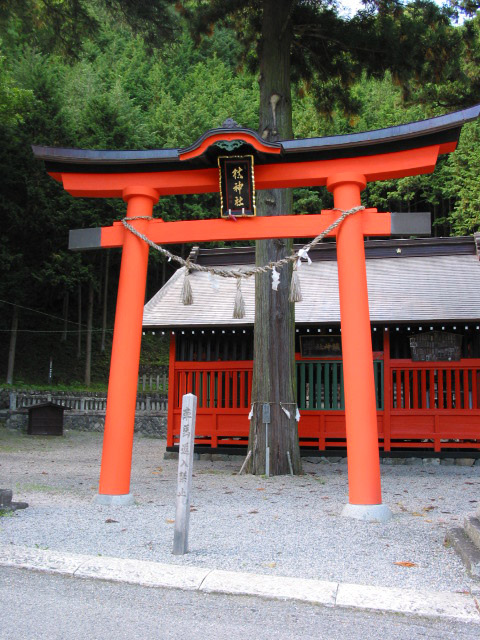
시즈메샤(鎮神社) 토리이와 신목(삼나무)
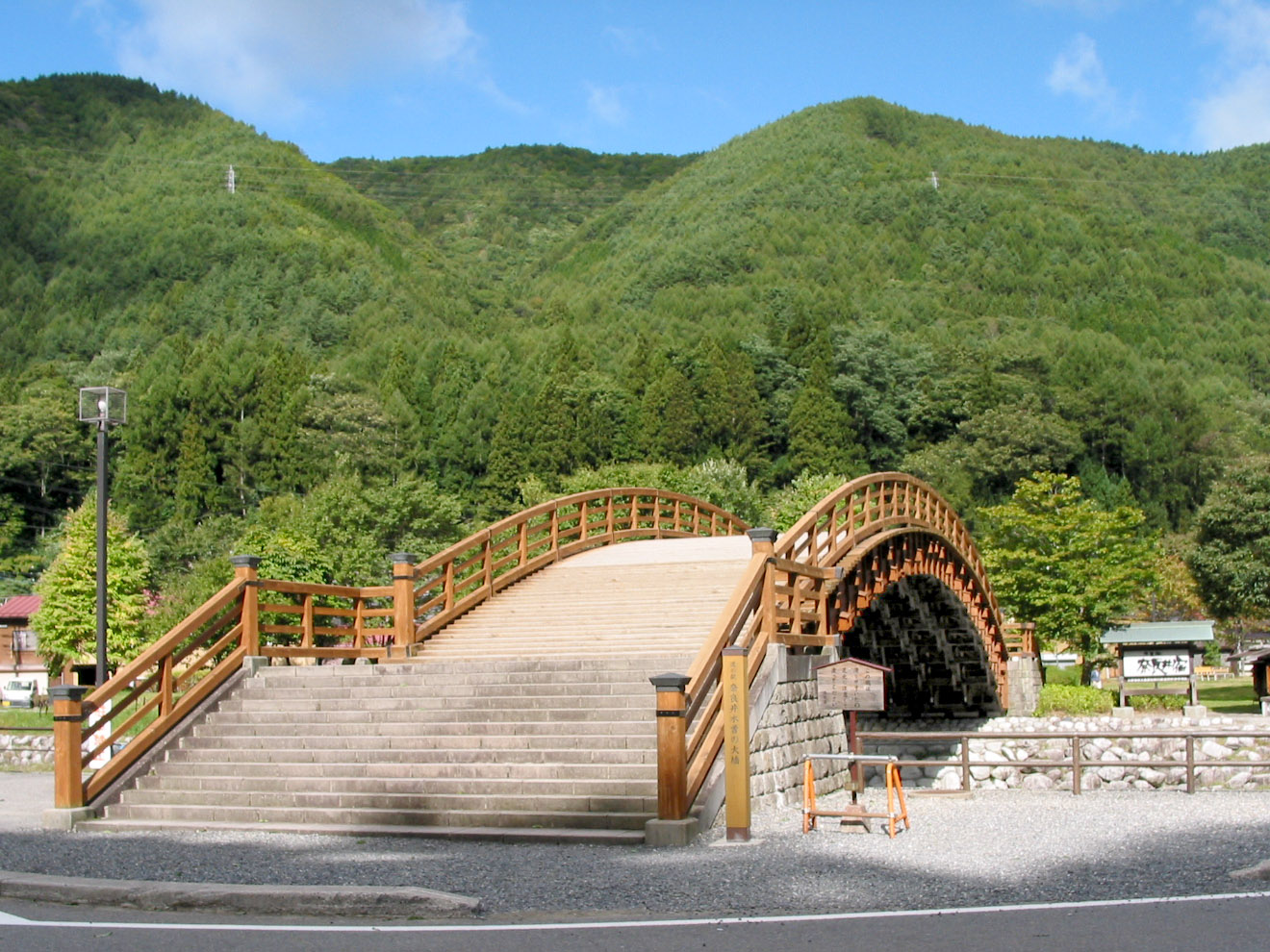
키소의 대교 (미치노에키)
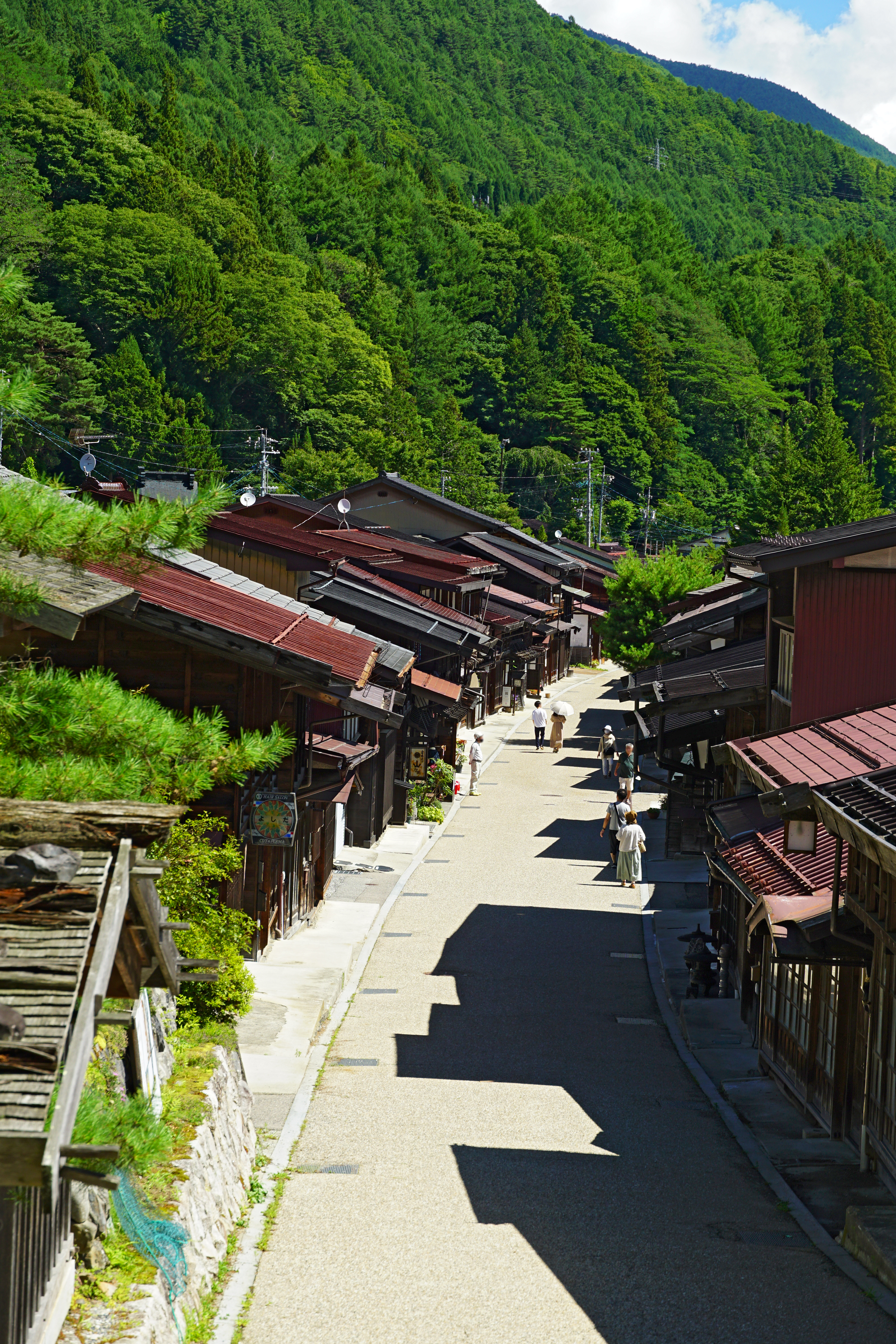
시즈메샤 경내에서 본 나라이주쿠 카미마치 부근의 마을 풍경. 지붕 경사는 3/10의 완경사.
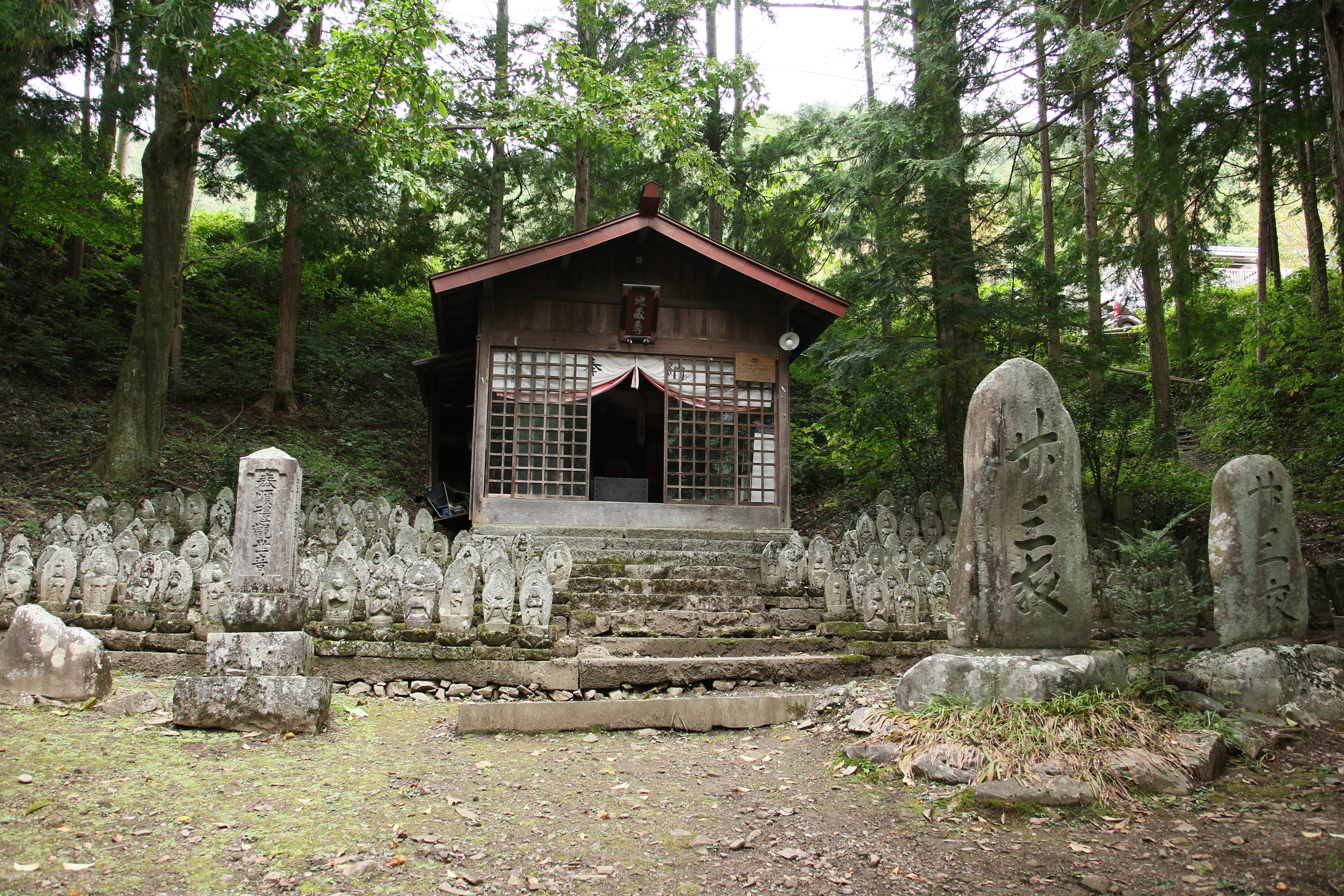
이백지장 : 메이지 초기, 철도 개설로 인하여, 주변의 석불이 모여진 곳

### 야부하라주쿠까지 가는 길의 사적 및 볼만한 곳

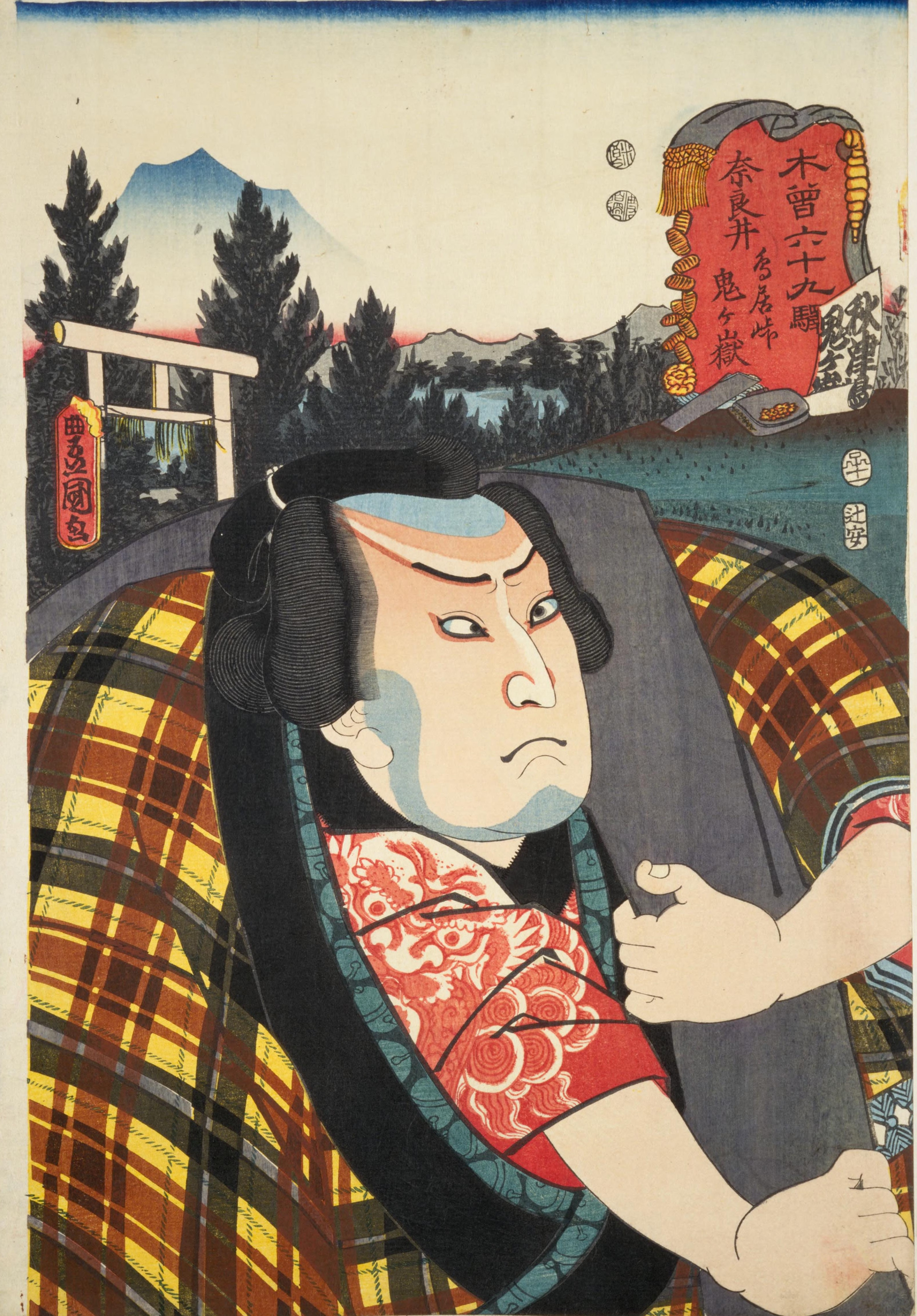
우타가와 쿠니사다 「나라이 토리이토우케ㆍ오니가타케(奈良井鳥居峠・鬼ケ嶽)」

- 토리이토우케

## 슈쿠바의 경관과 건조물
전신주・자동판매기를 이전해 공공건축물 (나라이 우체국・소방서・나라이 회관 등)도 경관에 맞춘 건축으로 하는 등, 경관 정비의 일반적인 수법이지만, 구 나라카와무라은 우에마치, 나카마치, 시타마치에 각 2개소의 우물을 마을 단독 사업으로 정비함으로써, 독자성을 연출했다.
또, 맞배지붕은 3/10경사 (소위 3촌 경사=16.7도)의 장척철판지붕으로 짙은 갈색을 사용하도록 조례로 규정되어있다.
일본 기와를 사용한 경우에는 4/10 이상의 경사 (4촌 경사=21.8도)가 건축기준법의 규제로부터 필요하기 때문에, 전통적인 완경사 지붕 형상에 맞출 목적으로 장척 철판 지붕이 지정되어있다.
이 완만한 경사와 다시바리즈쿠리(出梁造)로 인해, 지붕 표면은 폭원 5 - 8m 정도의 거리에서는 들여다보기 어려운 구조로 되어있어, 단층 등에서 만일 보였다 해도 무광 갈색이기 때문에, 거의 눈에 띄지 않는다.
키소다니의 전통적인 판자지붕 (板葺石置屋根, 우물 등에서 일부 재현됨)으로는 내구성이 없기 때문에, 지붕을 가려 전통적인 경관과 가옥 내구성의 양립을 도모하고 있다. 또한, 빗물받이에 대해서도 차(茶)계열의 것을 사용하였으며, 수평부분은 비은판으로 덮고 있다.

## 중요 전통적 건조물군 보존지구 데이터
- 지구 명칭 : 시오지리시 나라이
- 종별 : 슈쿠바마치
- 선정년월일 : 1978년 5월 31일
- 선정기준 : 전통적 건조물군 및 그 주위 환경이 지역적 특색을 현저하게 보여주고 있음.
- 면적 : 17.6ha

## 근처 주쿠
나카센도
니에카와주쿠 - 나라이주쿠 - 야부하라주쿠

## 참고문헌
- 코다마 코타 『中山道を歩く』 中公文庫, 1988년　ISBN 4-12-201556-1

## 같이 보기
- 키소히라사와 - 나라이주쿠의 에다고(枝郷)
- 해님 (TV드라마) - 아침 연속 TV 소설. 나라이주쿠에서 로케함.
- 사츠키 안 - 존 레논이 극찬했다는 소프트 아이스크림
- 키소 카이도 십일숙
  - 니에카와주쿠
  - 야부하라주쿠
  - 미야노코시주쿠의 상사숙(上四宿)
  - 후쿠시마주쿠
  - 아게마츠주쿠
  - 스하라주쿠의 중삼숙(中三宿)
  - 노지리주쿠
  - 미도노주쿠
  - 츠마고주쿠
  - 마고메주쿠의 하사숙(下四宿)